# Olga Forsz
Olga Dmitrijewna Forsz ros. О́льга Дми́триевна Форш (ur. 16 maja?/28 maja 1873 w Dagestanie, zm. 17 lipca 1961 w Leningradzie) – rosyjska pisarka, specjalizująca się w powieściach historycznych.

## Życiorys
Jej ojcem był generał Dimitrij Komarow. Jej matka wywodziła się z Azerbejdżanu. Olga Forsz wcześnie straciła rodziców - najpierw zmarła jej matka, a następnie, w 1881 roku, ojciec. Na jej edukację składał się Instytut Nikołajewski w Moskwie (szkoła dla dziewcząt z rodzin szlacheckich), który ukończyła w 1891 oraz studia z zakresu rysunku i malarstwa, które odbyła w Kijowie i Petersburgu. W 1895 roku wyszła za mąż za Borisa Forsza. W 1904 roku jej mąż zrezygnował z kariery wojskowej, ponieważ nie chciał brać udziału w egzekucjach więźniów politycznych. Para, wraz z dziećmi, przeniosła się na pewien czas na farmę na Ukrainie.
Zadebiutowała zbiorem opowiadań w 1907 roku. Używała różnych pseudonimów, m.in. B.A. Terek. Poza pisaniem Olga Forsz pracowała jako nauczycielka rysunku w koedukacyjnej szkole w Carskim Siole. Była zwolenniczką socjalizmu, po 1917 roku wraz z mężem wspierała bolszewików. W 1920 roku została wdową - Boris Forsz zmarł na tyfus podczas służby w Armii Czerwonej.
W 1924 roku zadebiutowała jako powieściopisarka. Jej pierwsza powieść, Odziani w kamień, poświęcona losom uwięzionego w Twierdzy Pietropawłowskiej rewolucjonisty Michaiła Beidemana, przyniosła jej popularność. W 1926 wydała kolejną powieść - Współcześni. Tym razem bohaterami byli m.in. Nikołaj Gogol i malarz A. Iwanow. Do jej utworów należy także trylogia o Radiszczewie (Jakobiński zaczyn, 1932, Dziedziczka kazańska,1934 i Zgubna książka 1939). Pisała także o czasach rosyjskiego symbolizmu (Symboliści, oryg. Simwolisty, 1933), o latach 20. XX wieku w Petersburgu (Obłąkany okręt, oryg. Sumasszedszyj korabl, 1931), o dekabrystach (Zwiastuny wolności, oryg. Pierwiency swobody, 1950-53), o trzech pokoleniach rosyjskich architektów (Zamek Michajłowski, oryg. Michajłowskij zamok, 1946).